# Mateo Andačić
Mateo Andačić (* 16. November 1997 in Frankfurt am Main) ist ein kroatisch-deutscher Fußballspieler. Er wird meist im zentralen Mittelfeld aufgeboten.

## Karriere
Aus der Jugend der Kickers Offenbach wechselte er zum FSV Frankfurt und stieg zur Saison 2015/16 in den Kader der ersten Mannschaft des damaligen Zweitligisten auf. Obwohl er zum Kader gehörte, kam er in der 2. Bundesliga nicht zum Einsatz. Trotz des Abstieges in die dritte Liga blieb er beim FSV Frankfurt und durfte am letzten Spieltag der Saison 2016/17 unter Trainer Gino Lettieri im Profifußball debütieren. In der 40. Minute wurde er bei der 1:4-Niederlage gegen Wehen Wiesbaden für Antonio Fischer eingewechselt.
In der Saison 2022/23 bestritt er drei Spiele für die BSG Chemie Leipzig.
Er wurde mehrere Male in der kroatischen U-18-Auswahl und in der U-19-Auswahl eingesetzt.